# Robert Viktor Minich
Robert Viktor Minich (* 19. April 1967 in Berlin) ist ein deutscher Schauspieler jugoslawischer Abstammung mit Wohnsitz in Berlin. 

## Leben und Wirken
Er besuchte hier bis 1982 das Goethe-Gymnasium und wechselte anschließend auf das Menzel-Gymnasium in Berlin-Tiergarten. Er wandte sich 1985 der Schauspielerei zu und gab in dem Fernsehfilm Prinz sein Kameradebüt.
Minich war unter dem Pseudonym Robby Rob einer der zwei Moderatoren der Spielshow Games World auf Sat.1. Außerdem spielte er 1997 und 1998 in jeweils drei Schimanski-Filmen die Rolle des Scholl.

## Filmografie (Auswahl)

### Kino
- 1988: Linie 1
- 1994: Ex
- 1997: Silvester Countdown
- 1997: Dumm gelaufen
- 1997: Der Eisbär
- 1998: Cascadeur – Die Jagd nach dem Bernsteinzimmer
- 2000: Icke
- 2001: Weg!
- 2001: Gnadenlose Bräute
- 2002: Herz in Flammen
- 2004: Cowgirl
- 2004: Fliehendes Land
- 2006: Reine Formsache
- 2007: Free Rainer – Dein Fernseher lügt
- 2009: Teufelskicker
- 2010: Keine Zeit zu leben
- 2012: Glanz & Gloria
- 2017: Hard & Ugly

### Fernsehen
- 1986: Der Prinz
- 1993: Games World
- 1995: Nicht von schlechten Eltern (Serie)
- 1996: Todesspiel
- 1996: Tatort – Der Phoenix-Deal
- 1996: Tatort – Lockvögel
- 1997: Schimanski: Die Schwadron; Blutsbrüder; Hart am Limit
- 1997: Tatort – Geld oder Leben
- 1998: Schimanski: Muttertag; Geschwister; Rattennest
- 1998: Tatort – Berliner Weiße
- 1999: Der Hund aus der Elbe
- 1999: Voll auf der Kippe
- 2000: Die Unbesiegbaren
- 2001: Tatort – Kindstod
- 2004: Jargo
- 2004: Stauffenberg
- 2008: Neuss-Testament (Doku)
- 2009: Die Grenze
- 2009: Gewaltfrieden
- 2010: Fremdgehen
- 2011: Idents
- 2011: Die Draufgänger – Familienbande
- 2012: Tatort – Im Namen des Vaters
- 2015: Das Dorf der Mörder
- 2018: SOKO Stuttgart: Späte Rache – 1. Teil